# Singoli al numero uno nella Billboard Hot 100 nel 2023

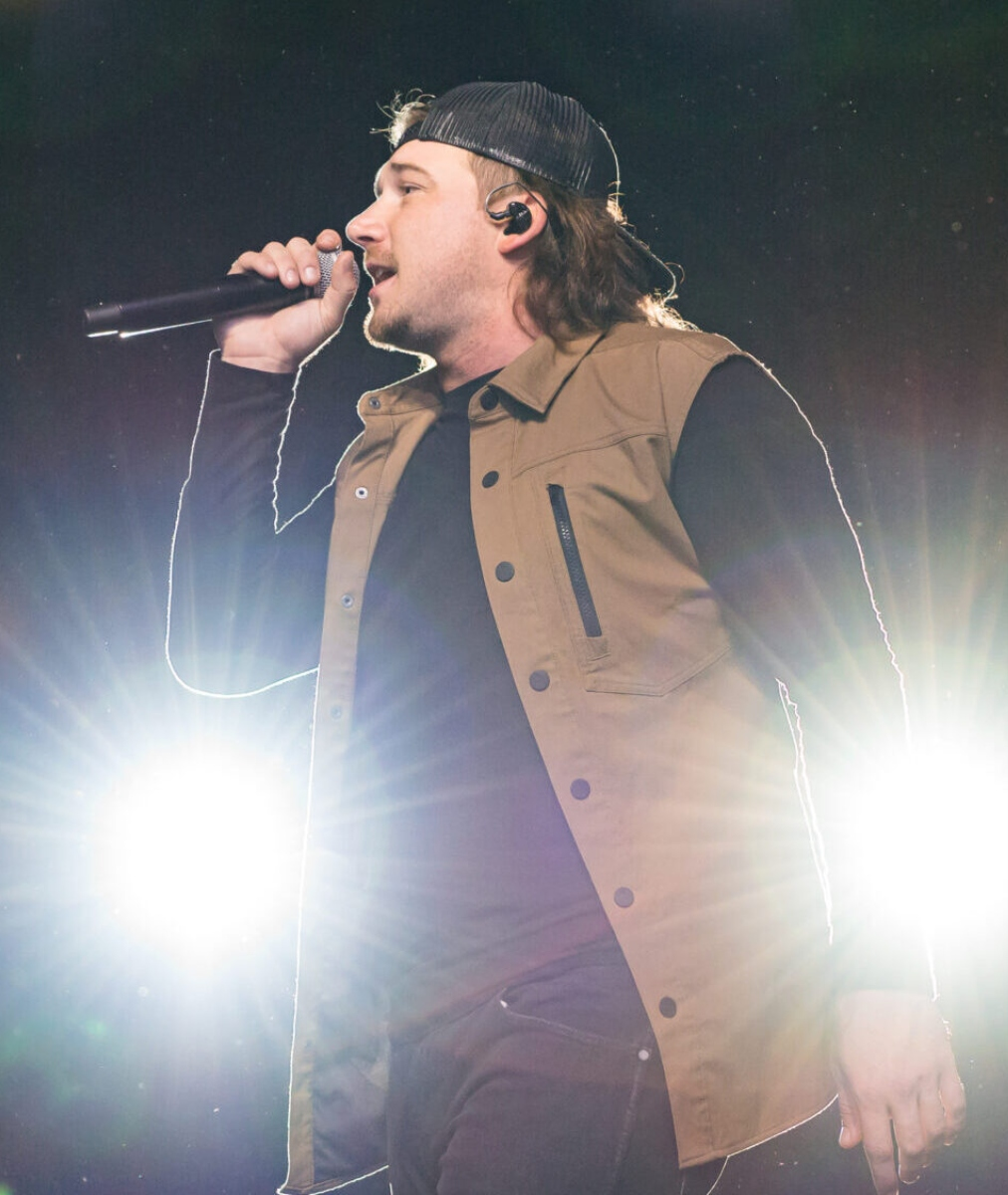
Last Night di Morgan Wallen, con 16 settimane non consecutive, è la canzone con la più lunga permanenza in vetta del 2023, nonché, al tempo, il brano solista con più settimane in prima posizione. Ha anche raggiunto la prima posizione della classifica di fine anno, la Billboard Year-End Hot 100.

Di seguito è proposta la lista dei singoli al numero uno nella Billboard Hot 100 nel 2023.
La Billboard Hot 100 è una classifica musicale che considera le canzoni più di successo negli Stati Uniti. I dati sono redatti dalla compagnia Luminate Data e, in seguito, la classifica finale viene pubblicata settimanalmente dalla rivista Billboard. La classifica si basa sull'insieme delle vendite delle canzoni in forma fisica e digitale, il numero dei passaggi radio e gli streaming audio e video sulle piattaforme online.

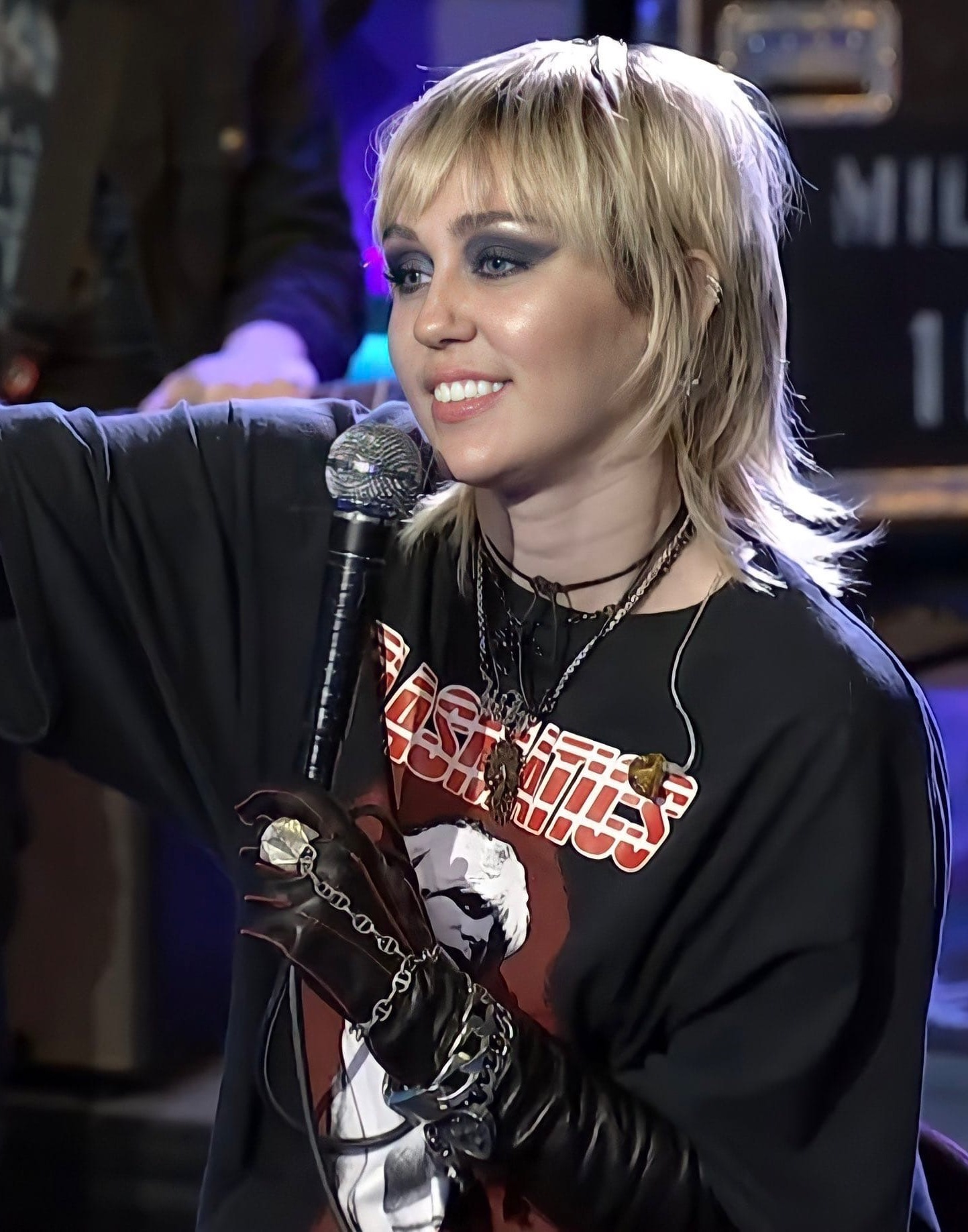
Flowers di Miley Cyrus, con 8 settimane non consecutive, è il brano di un'artista femminile con il maggior numero di settimane spese alla prima posizione del 2023.

Nel 2023 sono stati 20 gli artisti a raggiungere la numero uno, dei quali 10 — Morgan Wallen, Jimin, SZA, Jung Kook, Latto, Jason Aldean, Oliver Anthony, Zach Bryan, Kacey Musgraves e J. Cole — hanno ottenuto la loro prima numero uno della carriera. Drake, SZA e Taylor Swift sono stati gli unici a raggiungere la numero uno con più di un brano. Inoltre, Taylor Swift è diventata la prima artista nella storia della Hot 100 ad avere tre singoli numero uno da tre differenti album di provenienza. La Swift, in aggiunta, si è anche riconfermata come l'unica artista donna a auto-rimpiazzarsi alla prima posizione della classifica, e l'unica a riuscirci in più occasioni: nella settimana dell'11 novembre Cruel Summer è stata sostituita in vetta da Is It Over Now?, la quale a sua volta è stata nuovamente rimpiazzata da Cruel Summer la settimana seguente.
Last Night, del cantautore statunitense Morgan Wallen, è stata la canzone con la maggior permanenza in vetta del 2023, nonché quella di un artista maschile. Grazie a 16 settimane non consecutive, Last Night è diventato il singolo di un artista solista con il maggior numero di settimane spese in prima posizione di sempre. La canzone ha anche raggiunto la prima posizione della classifica di fine anno, la Billboard Year-End Hot 100, in quanto brano con le migliori prestazioni dell'anno sulla base degli indicatori della classifica.
Flower, della cantante americana Miley Cyrus, con 8 settimane non consecutive, è stata la canzone con la maggior longevità alla prima posizione per un'artista donna.
Nelle settimane di pubblicazione dal 5 agosto al 9 settembre per la prima volta 4 canzoni country — Try That in a Small Town di Jason Aldean, Last Night di Morgan Wallen, Rich Men North of Richmond di Oliver Anthony e I Remember Everything di Zach Bryan featuring Kacey Musgraves — si sono succedute alla vetta della Billboard Hot 100. Inoltre, grazie a Rich Men North of Richmond, Anthony è diventato il primo artista nella storia della classifica a debuttare in vetta con la sua primissima canzone a farne ingresso e, in totale, il sesto artista a debuttare con la prima canzone da solista. È diventato anche il terzo artista indipendente a ottenere una numero uno nella classifica, dopo Stay (I Missed You) di Lisa Loeb nel 1994 e Can't Hold Us e Thrift Shop di Macklemore & Ryan Lewis nel 2013.

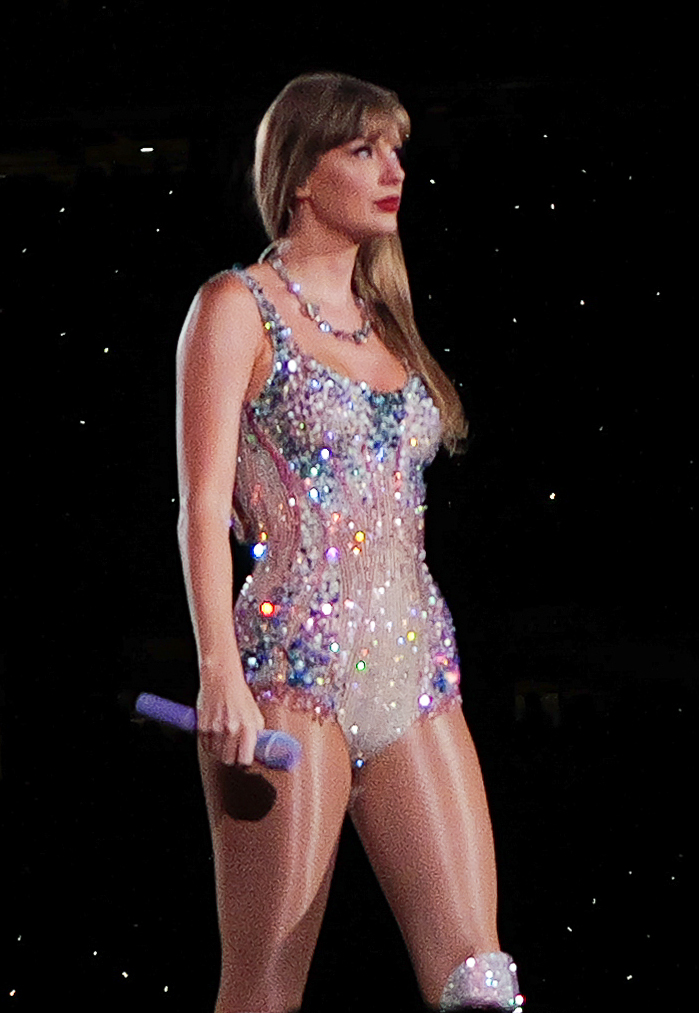
Taylor Swift ha ottenuto la sua 10ª e 11ª numero uno nel 2023 con Cruel Summer e Is It Over Now?.

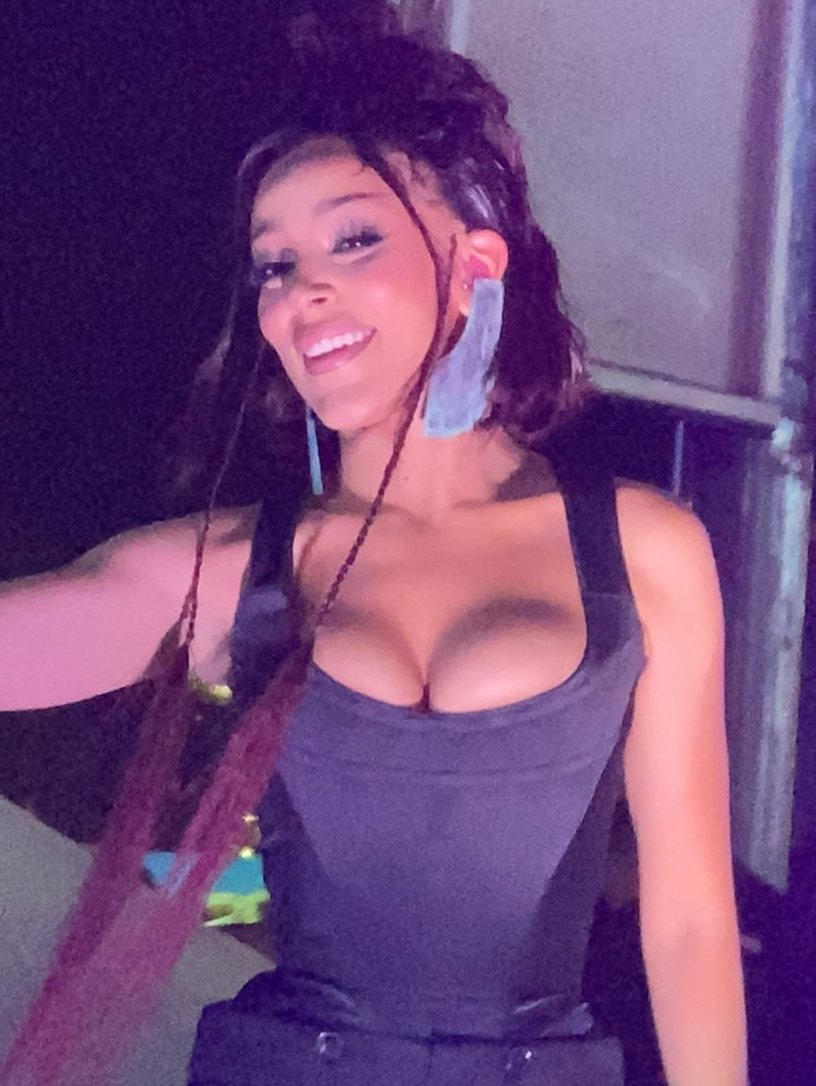
Paint the Town Red è diventata la seconda numero uno della rapper Doja Cat, la prima da solista, ed ha speso tre settimane non consecutive in vetta alla Hot 100 nel 2023.

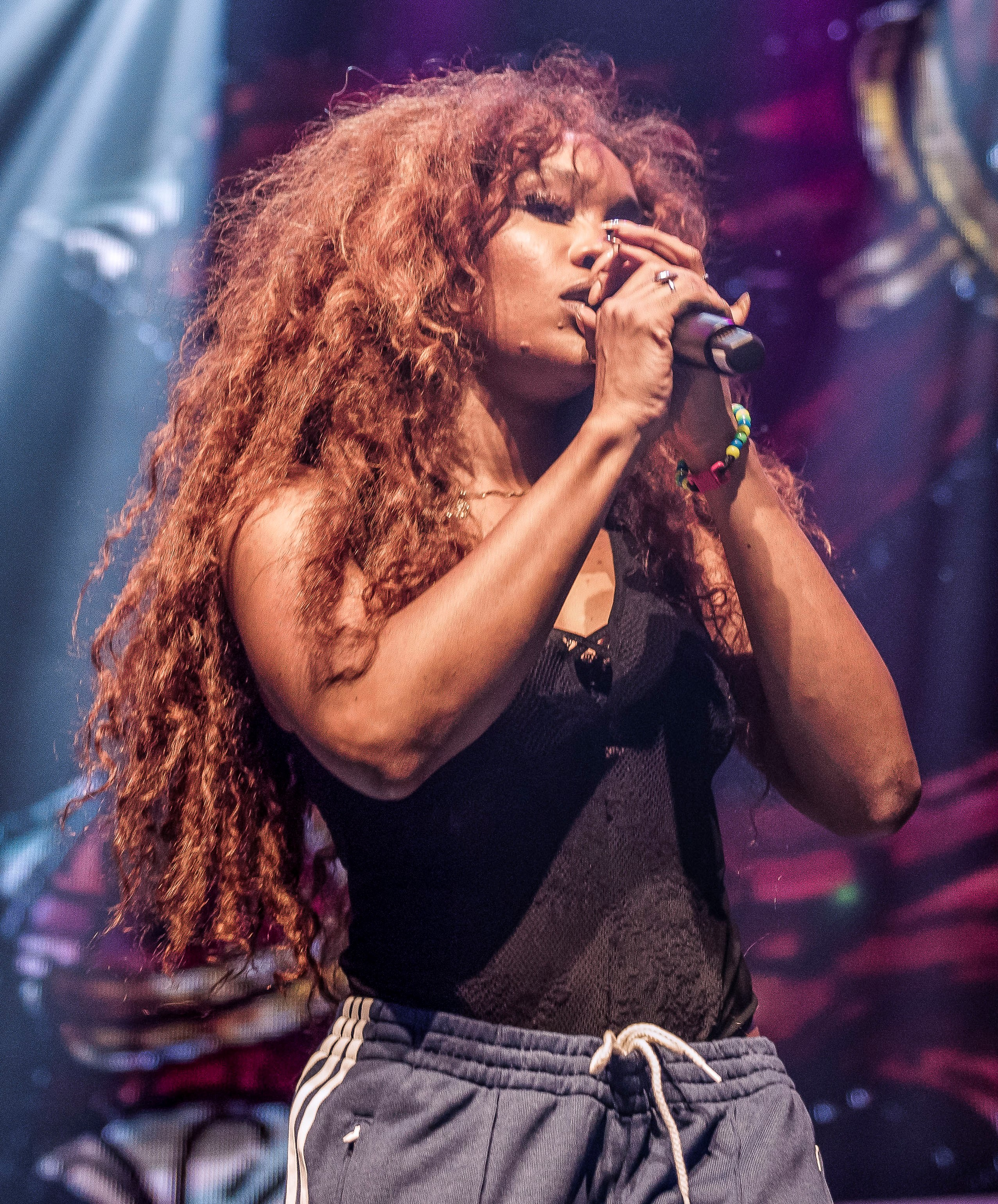
SZA ha ottenuto le sue prime due numero uno nel 2023: Kill Bill e Slime You Out, la quale ha anche debuttato alla prima posizione della Hot 100.

Paint the Town Red, della rapper statunitense Doja Cat, è diventata la prima numero uno rap in oltre un anno. L'ultima canzone rap a dominare la Hot 100 fu Super Freaky Girl di Nicki Minaj quando, nella settimana di pubblicazione del 27 agosto 2022, debuttò alla prima posizione.
La cantante statunitense Brenda Lee è diventata l'artista più anziana di sempre a raggiungere la prima posizione della Hot 100, con 78 anni e 363 giorni, quando Rockin' Around the Christmas Tree (1958) ha raggiunto la vetta nel dicembre 2023. Inoltre, la canzone ha anche infranto il record per la più lunga scalata di sempre per raggiungere la prima posizione dal giorno di pubblicazione, con 65 anni impiegati, superando i 25 anni impiegati da Mariah Carey con All I Want for Christmas Is You.
All I Want for Christmas Is You della cantante americana Mariah Carey ha speso altre tre settimane in vetta alla Hot 100 durante il 2023, raggiungendo un totale complessivo di 14 settimane alla prima posizione della classifica. Così facendo, Mariah Carey è diventata la prima artista nella storia della Hot 100 con 3 canzoni differenti che hanno accumulato almeno 14 settimane in vetta alla suddetta classifica.
Durante il 2023 sono stati 9 i brani a debuttare direttamente in vetta alla classifica: Flowers di Miley Cyrus, Like Crazy di Jimin, Vampire di Olivia Rodrigo, Seven di Jung Kook featuring Latto, Rich Men North of Richmond di Oliver Anthony, I Remember Everything di Zach Bryan featuring Kacey Musgraves, Slime You Out di Drake featuring SZA, First Person Shooter di Drake featuring J. Cole e Is It Over Now? di Taylor Swift.

## Hot 100
| † | Indica la canzone con le migliori prestazioni del 2023 |

| Data         | Brano                             | Artista                          | Totale settimane al numero 1 | Fonti  |
| ------------ | --------------------------------- | -------------------------------- | ---------------------------- | ------ |
| 7 gennaio    | All I Want for Christmas Is You   | Mariah Carey                     | 18                           | [ 20 ] |
| 14 gennaio   | Anti-Hero                         | Taylor Swift                     | 8                            | [ 21 ] |
| 21 gennaio   | Anti-Hero                         | Taylor Swift                     | 8                            | [ 22 ] |
| 28 gennaio   | Flowers                           | Miley Cyrus                      | 8                            | [ 23 ] |
| 4 febbraio   | Flowers                           | Miley Cyrus                      | 8                            | [ 24 ] |
| 11 febbraio  | Flowers                           | Miley Cyrus                      | 8                            | [ 25 ] |
| 18 febbraio  | Flowers                           | Miley Cyrus                      | 8                            | [ 26 ] |
| 25 febbraio  | Flowers                           | Miley Cyrus                      | 8                            | [ 27 ] |
| 4 marzo      | Flowers                           | Miley Cyrus                      | 8                            | [ 28 ] |
| 11 marzo     | Die for You                       | The Weeknd & Ariana Grande       | 1                            | [ 29 ] |
| 18 marzo     | Last Night †                      | Morgan Wallen                    | 16                           | [ 30 ] |
| 25 marzo     | Flowers                           | Miley Cyrus                      | 8                            | [ 31 ] |
| 1 aprile     | Flowers                           | Miley Cyrus                      | 8                            | [ 8 ]  |
| 8 aprile     | Like Crazy                        | Jimin                            | 1                            | [ 32 ] |
| 15 aprile    | Last Night †                      | Morgan Wallen                    | 16                           | [ 33 ] |
| 22 aprile    | Last Night †                      | Morgan Wallen                    | 16                           | [ 34 ] |
| 29 aprile    | Kill Bill                         | SZA                              | 1                            | [ 35 ] |
| 6 maggio     | Last Night †                      | Morgan Wallen                    | 16                           | [ 36 ] |
| 13 maggio    | Last Night †                      | Morgan Wallen                    | 16                           | [ 37 ] |
| 20 maggio    | Last Night †                      | Morgan Wallen                    | 16                           | [ 38 ] |
| 27 maggio    | Last Night †                      | Morgan Wallen                    | 16                           | [ 39 ] |
| 3 giugno     | Last Night †                      | Morgan Wallen                    | 16                           | [ 40 ] |
| 10 giugno    | Last Night †                      | Morgan Wallen                    | 16                           | [ 41 ] |
| 17 giugno    | Last Night †                      | Morgan Wallen                    | 16                           | [ 42 ] |
| 24 giugno    | Last Night †                      | Morgan Wallen                    | 16                           | [ 43 ] |
| 1º luglio    | Last Night †                      | Morgan Wallen                    | 16                           | [ 44 ] |
| 8 luglio     | Last Night †                      | Morgan Wallen                    | 16                           | [ 45 ] |
| 15 luglio    | Vampire                           | Olivia Rodrigo                   | 2                            | [ 46 ] |
| 22 luglio    | Last Night †                      | Morgan Wallen                    | 16                           | [ 47 ] |
| 29 luglio    | Seven                             | Jung Kook featuring Latto        | 1                            | [ 48 ] |
| 5 agosto     | Try That in a Small Town          | Jason Aldean                     | 1                            | [ 49 ] |
| 12 agosto    | Last Night †                      | Morgan Wallen                    | 16                           | [ 50 ] |
| 19 agosto    | Last Night †                      | Morgan Wallen                    | 16                           | [ 6 ]  |
| 26 agosto    | Rich Men North of Richmond        | Oliver Anthony Music             | 2                            | [ 10 ] |
| 2 settembre  | Rich Men North of Richmond        | Oliver Anthony Music             | 2                            | [ 51 ] |
| 9 settembre  | I Remember Everything             | Zach Bryan feat. Kacey Musgraves | 1                            | [ 9 ]  |
| 16 settembre | Paint the Town Red                | Doja Cat                         | 3                            | [ 13 ] |
| 23 settembre | Vampire                           | Olivia Rodrigo                   | 2                            | [ 52 ] |
| 30 settembre | Slime You Out                     | Drake feat. SZA                  | 1                            | [ 53 ] |
| 7 ottobre    | Paint the Town Red                | Doja Cat                         | 3                            | [ 54 ] |
| 14 ottobre   | Paint the Town Red                | Doja Cat                         | 3                            | [ 55 ] |
| 21 ottobre   | First Person Shooter              | Drake feat. J. Cole              | 1                            | [ 56 ] |
| 28 ottobre   | Cruel Summer                      | Taylor Swift                     | 4                            | [ 57 ] |
| 4 novembre   | Cruel Summer                      | Taylor Swift                     | 4                            | [ 58 ] |
| 11 novembre  | Is It Over Now?                   | Taylor Swift                     | 1                            | [ 2 ]  |
| 18 novembre  | Cruel Summer                      | Taylor Swift                     | 4                            | [ 4 ]  |
| 25 novembre  | Cruel Summer                      | Taylor Swift                     | 4                            | [ 59 ] |
| 2 dicembre   | Lovin on Me                       | Jack Harlow                      | 6                            | [ 60 ] |
| 9 dicembre   | Rockin' Around the Christmas Tree | Brenda Lee                       | 3                            | [ 15 ] |
| 16 dicembre  | Rockin' Around the Christmas Tree | Brenda Lee                       | 3                            | [ 61 ] |
| 23 dicembre  | All I Want for Christmas Is You   | Mariah Carey                     | 18                           | [ 62 ] |
| 30 dicembre  | All I Want for Christmas Is You   | Mariah Carey                     | 18                           | [ 17 ] |

Note:
1. 1 2  Ha raggiunto il numero uno anche nel 2019, nel 2020, nel 2021, nel 2022, nel 2024 e nel 2025.
2. ↑  Ha raggiunto il numero uno anche nel 2022.
3. ↑  Ha raggiunto il numero uno anche nel 2024.
4. ↑  Ha raggiunto il numero uno anche nel 2024.

## Top 10 Year-End 2023
Alla fine di ogni anno, Billboard pubblica una lista delle 100 canzoni che hanno avuto più successo nella Hot 100 durante l'anno di riferimento. Il periodo di riferimento non equivale a tutte le 52 settimane dell'anno ma, per il 2023, sono stati presi in considerazione i dati del periodo compreso tra il 19 novembre 2022 e il 21 ottobre 2023. La classifica di fine anno Year-End 2023 è stata pubblicata il 21 novembre 2023. Di seguito sono proposte le prime 10 posizioni della classifica di fine anno.
| #  | Brano           | Artista/i                            | Posizione massima | Fonti  |
| -- | --------------- | ------------------------------------ | ----------------- | ------ |
| 1  | Last Night      | Morgan Wallen                        | 1                 | [ 64 ] |
| 2  | Flowers         | Miley Cyrus                          | 1                 | [ 64 ] |
| 3  | Kill Bill       | SZA                                  | 1                 | [ 64 ] |
| 4  | Anti-Hero       | Taylor Swift                         | 1                 | [ 64 ] |
| 5  | Creepin'        | Metro Boomin, The Weeknd & 21 Savage | 3                 | [ 64 ] |
| 6  | Calm Down       | Rema & Selena Gomez                  | 3                 | [ 64 ] |
| 7  | Die for You     | The Weeknd & Ariana Grande           | 1                 | [ 64 ] |
| 8  | Fast Car        | Luke Combs                           | 2                 | [ 64 ] |
| 9  | Snooze          | SZA                                  | 2                 | [ 64 ] |
| 10 | I'm Good (Blue) | David Guetta & Bebe Rexha            | 4                 | [ 64 ] |